# Curculio glandium
Pour les articles homonymes, voir Balanin (homonymie).
Espèce
Curculio glandium, le charançon du chêne ou balanin du chêne, est une espèce d’insectes coléoptères de la famille des Curculionidae.
Le Curculio glandium s’immobilise lorsqu’il est positionné sur le dos entrant ainsi en catalepsie jusqu’à son retournement. Il s’agit là d’une technique ayant pour but de tromper ses prédateurs.
La trompe du Curculio glandium, qui lui permet de perforer les fruits, peut atteindre 66% de la taille de son corps 

## Descriptions
Curculio glandium est une espèce du genre Curculio qui comprend les coléoptères des semences. Tous les membres du genre ont comme caractéristiques un long rostre et ovopositeurs, une adaptation spécifiquement développée par leurs dépendance aux graines pour se nourrir et se reproduire.
La différenciation entre les individus mâle et femelle peut être déterminée par le rostre, plus long chez la femelle. et se déplacent à l'aide de crêtes sur la face inférieure du corps. Les adultes peuvent atteindre une longueur de 4 à 8 mm.

## Cycle de vie
Les œufs sont déposés dans les glands par les adultes après creusement de canaux dans le gland.
Les œufs sont relâchés à l'aide de l'ovipositeur de la femelle, un organe long et étroit. Les œufs n'atteignent pas l'embryon du gland, les canaux cicatrisent, cela referme les trous et protège les œufs des parasites.
À l'éclosion, une ou deux larves consomment le fruit. Bien qu'elles puissent manger la totalité du gland, les larves ne consomment généralement pas l'embryon lui-même. Le Curculio glandium vit tout l'hiver au stade larvaire. Les larves évitent le gel, ce qui empêche leurs fluides corporels internes de geler pendant l'hiver.

## Écologie
Le Curculio glandium peut représenter un risque important pour les populations de chênes. Il est très efficace pour infecter les glands, ce qui peut rendre un grand nombre d'entre eux incapables de germer, avec 70 à 90 % des graines incapables de germer.

## Espèces proches
- Curculio nucum, le balanin des noisettes
- Curculio elephas, le balanin des châtaignes.